# Simeon, veliki knez svih Rusa
Simeon Ponosni ( 1317. – 1353. ) je bio veliki knez Moskve od 1340. (od 1353 svih Rusa) i veliki knez Vladimira od 1340. godine
Otac Simeona je bio Ivan I., veliki knez Moskve čijom smrću 31 ožujka 1340. godine on nasljeđuje njegovu državu. Za razliku od očeve mirotvorne politike ograničene na dobrovoljna širenja teritorija odmah po dolasku na vlast Simeon se nalazi upleten u rat koji sam pokreće. Kako zamišljena žrtva tako i ostvarena žrtva toga rata postaje Novgorod koji plaća ratnu odštetu i predaje jedan grad Moskvi.
Drugi puno nezgodniji rat se dešava desetak godina kasnije kada Simeon napada Smolensk. Ta akcija se nije svidjela Velikom vojvodstvu Litve koja u njoj za sebe vidi buduću opasnost. Tamošnje opće pripreme za rat dovode do panike u Moskvi čiji vladar 1353. godine odlazi na put u sjedište Zlatne Horde koja je njegov vazalni gospodar.
Pri povratku s ovoga putovanja Simeon prolazi kroz područje gdje hara kuga tako da prvo oboljevaju i umiru njegova djeca pa onda on. Kratko vrijeme prije smrti kada mu je postalo jasno da neće preživjeti Simeon se zaredio.
Povijesna važnost njegove vladavine se ogleda u činjenici da je prvi put jedan vladar Moskve koristio titulu gospodara svih Rusa. Službeni državnički pečat Simeona iz razdoblja kraja njegova života glasi:
"Pečat Simeona Velikog Kneza svih Rusa"
| Prethodnik: | knez Moskve | Nasljednik: |
| Ivan I.     | knez Moskve | Ivan II.    |